# حمام قدیمی بازار
حمام قدیمی بازار مربوط به اواخر دوره صفوی است و در نیشابور، بین خیابان‌های فردوسی جنوبی و خیابان امام خمینی واقع شده و این اثر در تاریخ ۲۵ اسفند ۱۳۸۰ با شمارهٔ ثبت ۵۱۴۴ به‌عنوان یکی از آثار ملی ایران به ثبت رسیده است.